# Vratiplachta
Vratiplachta, též bezanová plachta či spanker, je podélná lodní plachta přibližně lichoběžníkového tvaru osazovaná mezi vratiráhno (gaflu) a vratipeň.
U velkých lodí do roku 1790 usazována na latinském ráhně zčásti jako latinská plachta.

## Užití
Používá se zpravidla na bezanovém (zadním) stěžni a u škuneru i na dalších stěžních směrem k přídi lodi.
Oplachtění založené na vratiplachtách se nazývá gaflové.

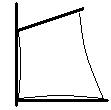
Vratiplachta
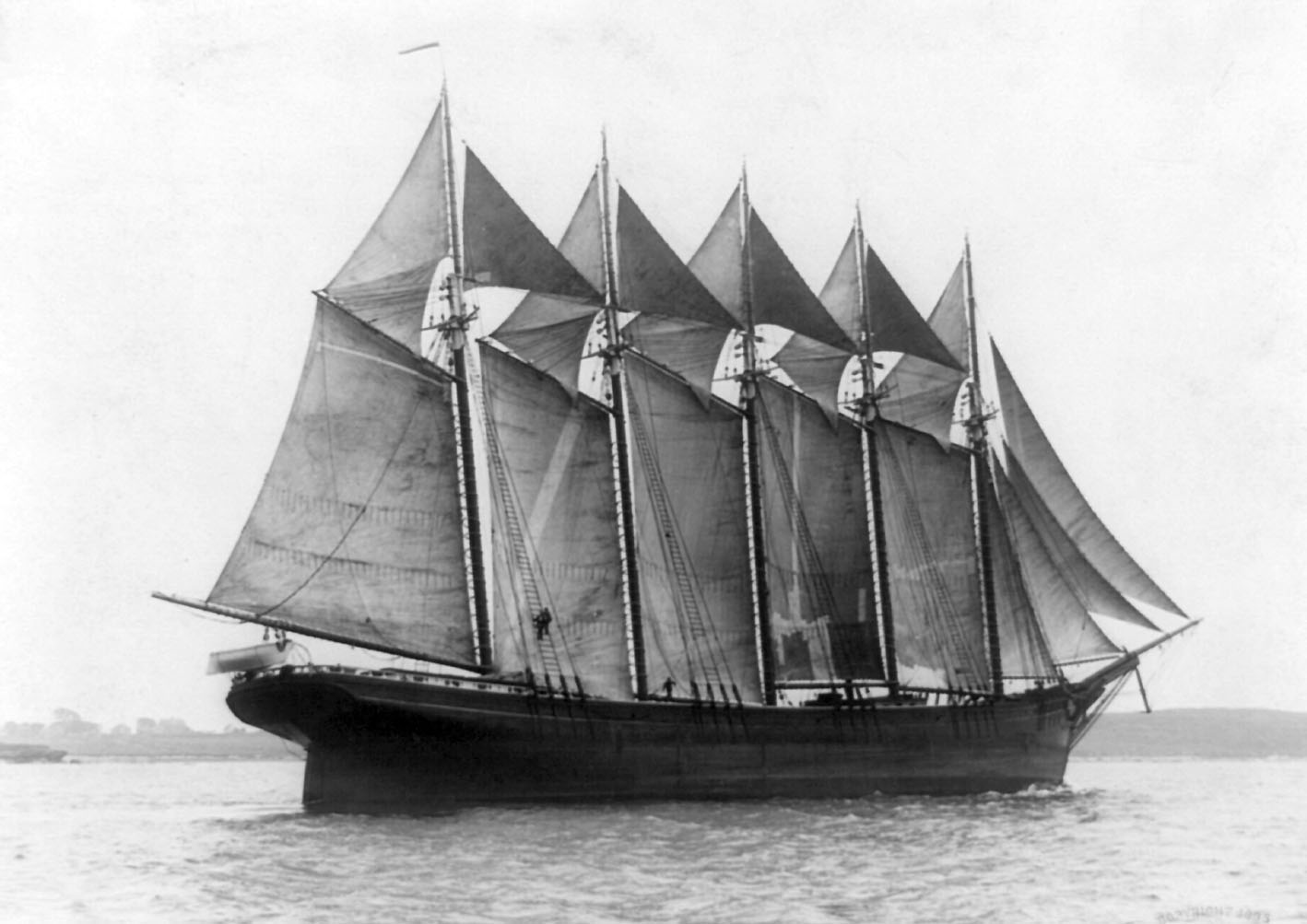
Škuner Governor Ames s gaflovým oplachtěním